# Bailey Zappe
Bailey Michael Zappe (Victoria, 26 aprile 1999) è un giocatore di football americano statunitense che milita nel ruolo di quarterback per i Cleveland Browns della National Football League (NFL).

## Carriera

### New England Patriots
Al college Zappe giocò a football alla Houston Baptist University (2017-2020) e alla Western Kentucky University (2021). Fu scelto dai New England Patriots nel corso del quarto giro (137º assoluto) del Draft NFL 2022. Iniziò la stagione come terzo quarterback nelle gerarchie della squadra ma quando Brian Hoyer (che a sua volta sostituiva il titolare Mac Jones) si infortunò nel corso del primo quarto del quarto turno contro i Green Bay Packers, Zappe subentrò subentrò completando 10 passaggi su 15 tentativi per 99 yard e un touchdown nella sconfitta ai tempi supplementari. La settimana successiva partì per la prima volta come titolare, passando 188 yard, un touchdown e un intercetto nella vittoria per 29-0 sui Detroit Lions. Dopo una vittoria nella settimana 6 contro i Cleveland Browns, in cui passò 309 yard e 2 touchdown, Zappe divenne il primo quarterback rookie dell'era Super Bowl a vincere le prime due gare come titolare con un passer rating di oltre 100 in entrambe le partite.
Nel settimo turno il ristabilito Jones tornò titolare ma dopo tre drive fu sostituito per scelta tecnica da Zappe che guidò subito i suoi a segnare un touchdown. Nel resto della partita però i Patriots non segnarono più e Zappe subì due intercetti nella sconfitta contro i Chicago Bears per 33-14. Dopo quella partita non scese più in campo, concludendo la sua stagione da rookie con 4 presenze, 781 yard passate, 5 touchdown, 3 intercetti e un passer rating di 100,9.
Con Mac Jones in grossa difficoltà per tutta la prima parte della stagione 2023, Zappe fu nominato titolare per la gara della settimana 13 contro i Los Angeles Chargers in cui tuttavia non portò la squadra a segnare alcun punto nella sconfitta per 6-0. Di tenore opposto fu la gara successiva, in cui passò tre touchdown, tutti nel primo tempo, portando i Patriots alla vittoria a sorpresa contro i Pittsburgh Steelers. Nella settimana 16 guidò il drive della vittoria sui Denver Broncos a 58 secondi dal termine, concluso con il field goal decisivo di Chad Ryland. Nelle ultime due partite i Patriots furono sconfitti e Zappe terminò la stagione con 1.272 yard passate, 6 touchdown e 9 intercetti subiti in 10 presenze, di cui 6 come titolare.
Il 27 agosto 2024 Zappe fu svincolato prima dell'inizio della stagione regolare.

### Kansas City Chiefs
Il giorno successivo Zappe firmò con la squadra di allenamento dei Kansas City Chiefs.

### Cleveland Browns
Il 24 ottobre 2024 Zappe firmò con il roster attivo dei Cleveland Browns dopo l'infortunio che pose fine alla stagione del quarterback Deshaun Watson. Nell'ultimo turno partì come titolare, passando 170 yard, un touchdown e due intercetti nella sconfitta contro i Baltimore Ravens.